# مارسيلو مارتينز مورينو

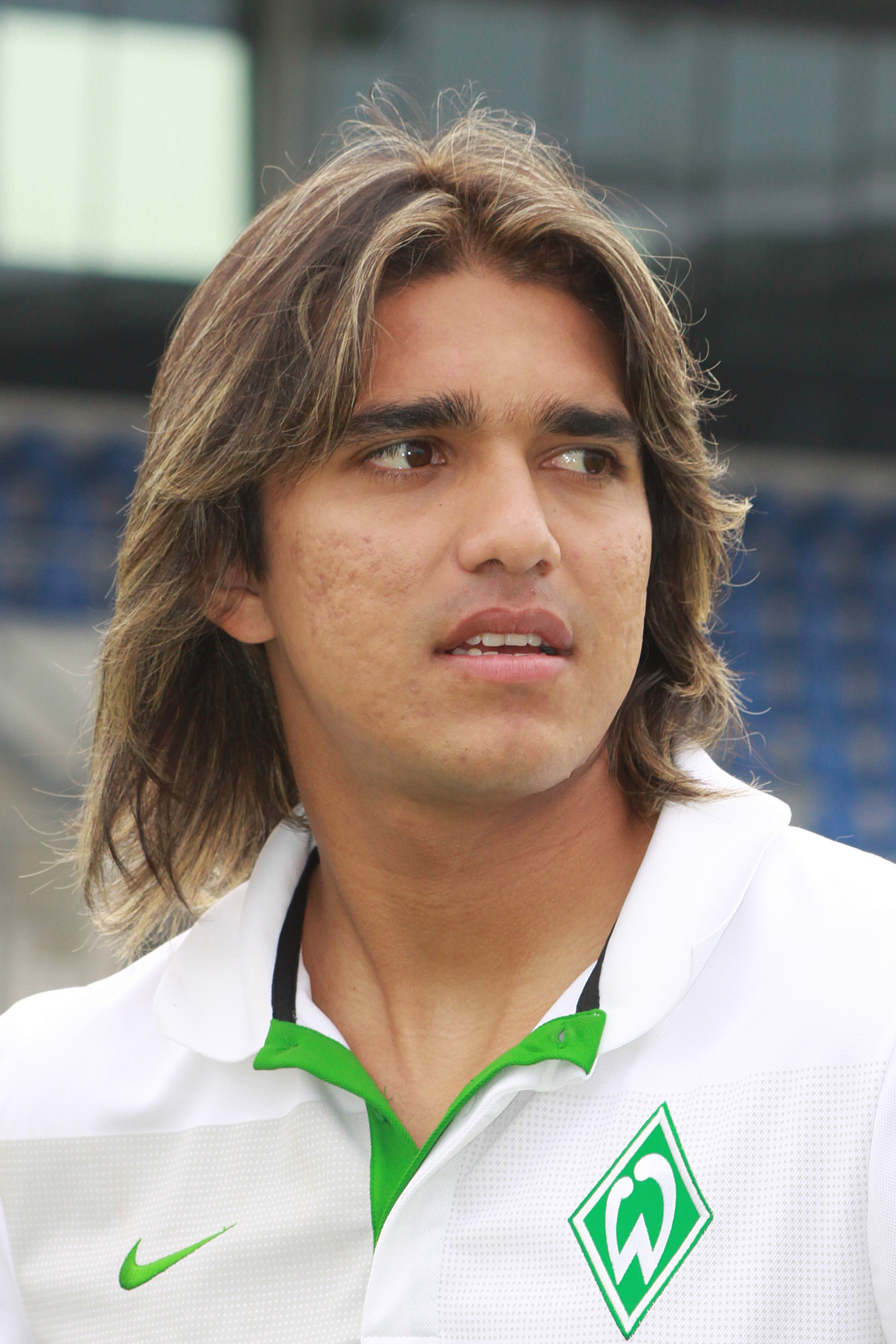
مارسيلو مارتينز مورينو

مارسيلو مارتينز مورينو (بالإسبانية: Marcelo Moreno Martins؛ من مواليد 18 يونيو 1987) لاعب كرة قدم بوليفي يلعب كرأس حربة مع نادي كروزيرو البرازيلي والمنتخب البوليفي.
بدأ مسيرته الكروية مع نادي فيتوريا في عام 2005، وفي عام 2005 أعير إلى نادي أوريينتي بيتروليو، وفي عام 2006 انتقل إلى نادي فيتوريا، ومنذ عام 2007 وهو يلعب مع نادي كروزيرو البرازيلي.
منذ عام 2007 وهو يلعب مع منتخب بوليفيا لكرة القدم.

## روابط خارجية
- مارسيلو مارتينز مورينو على موقع الاتحاد الدولي (مؤرشف)  (الإنجليزية)
- مارسيلو مارتينز مورينو على موقع الاتحاد الأوربي (الإنجليزية)
- مارسيلو مارتينز مورينو على موقع اتحاد أوكرانيا (الإنجليزية)
- مارسيلو مارتينز مورينو على موقع قاعدة بيانات كرة القدم.إي يو (الإنجليزية)
- مارسيلو مارتينز مورينو على موقع ليكيب (الفرنسية)
- مارسيلو مارتينز مورينو على موقع ناشيونال فوتبول تيمز (الإنجليزية)
- مارسيلو مارتينز مورينو على موقع Soccerbase.com (لاعب) (الإنجليزية)
- مارسيلو مارتينز مورينو على موقع Soccerway.com (الإنجليزية)
- مارسيلو مارتينز مورينو على موقع عالم كرة القدم.نت (الإنجليزية)
- مارسيلو مارتينز مورينو على موقع كووورة